# Семпре-Вивас
Семпре-Вивас (порт. Parque Nacional das Sempre-Vivas) — национальный парк в Бразилии, в штате Минас-Жерайс.

## Описание
Национальный парк Семпре-Вивас располагается в штате Минас-Жерайс, в муниципалитетах Бокаюва, Буэнополис, Диамантина и Ольюс-д’Агуа. Он занимает площадь 1241 км² (124 154,47 га). Создан 13 декабря 2002 года, отнесён к категории МСОП II (национальный парк). Управляющий орган — Институт по сохранению биоразнообразия имени Чико Мендеса. Цель создания парка — сохранение природных экосистем большой экологической значимости и красоты, поддержка научных исследований, экологического образования и экологического туризма.
В парке присутствует около 600 водных объектов, формирующих живописные водопады. Он является частью водораздела между реками Жекитиньонья и Сан-Франсиску. Высота над уровнем моря — от 650 до 1525 метров. Годовое количество осадков — 1200 мм. Среднегодовая температура воздуха составляет 20°С, колеблясь в пределах 5—32°С.
В 2010 году Семпре-Вивас стал частью природоохранного комплекса Эспиньясу: Алто-Жекитиньонья — Серра-ду-Кабрал.

## Биоразнообразие
Семпре-Вивас располагается в экорегионе серрадо. В национальном парке представлены различные типы растительности — редколесья, саванны, сезонные полулистопадные леса, заболоченные леса, ручьи и прибрежная растительность. Высокое разнообразие экосистем поддерживает широкий спектр растительных видов.
В парке обитают четыре эндемичных вида земноводных: Bokermannohyla saxicola, Scinax curicica, Pseudopaludicola mineira и Thoropa megatympanum, а также два эндемичных вида птиц: гиацинтовый колибри-капуцин (Augastes scutatus) и сероспинный пестрогорлый тачури (Polystictus superciliaris). Распространены гривистый волк (Chrysocyon brachyurus), пума (Puma concolor), оцелот (Leopardus pardalis), гигантский муравьед (Myrmecophaga tridactyla) и гигантский броненосец (Priodontes maximus).